# Gaediopsis rufescens
Gaediopsis rufescens är en tvåvingeart som beskrevs av Aldrich 1929. Gaediopsis rufescens ingår i släktet Gaediopsis och familjen parasitflugor.
Artens utbredningsområde är Costa Rica. Inga underarter finns listade i Catalogue of Life.